# أنجيلا دي فيرجسون
أنجيلا دي فيرجسون (المولودة في 15 شباط/فبراير 1925) هي طبيبة أطفال أميركية من أصول إفريقية اشتهرت ببحوثها الرائدة حول مرض فقر الدم المنجلي.

## النشأة والتعليم
ولدت أنجيلا دوروثيا فيرجسون في واشنطن لجورج ألونزو فيرجسون وزوجته ماري بورتون فيرجسون، حيث كانت واحدة من ثمانية أطفال. عانت عائلتها ماليًا خاصة خلال الكساد الكبير ، بالرغم من أن والدها كان مدرس ثانوية ويملك شركته المعمارية الخاصة وكان ضمن قوات الاحتياط بالجيش الأمريكي. اهتمت أنجيلا بالكيمياء والرياضيات في أثناء دراستها بمدرسة كاردوزا الثانوية التي تخرجت منها في عام 1941.
أكملت أنجيلا تعليمها وحصلت على درجة البكالوريوس في الكيمياء من جامعة هوارد في عام 1945 وتحصلت على درجة الدكتوراه في الطب من كلية الطب بجامعة هوارد في عام 1949. في ذلك الوقت، لم يُقبل سوى قلة من النساء من ذوات الأصول إفريقية في كلية الطب. أجرت تدريبها وإقامتها في مستشفى واشنطن فريدمان وانضمت إلى الكلية في جامعة هوارد في عام 1953 لتعمل كمدرسة في طب الأطفال، وشغرت هذا المنصب حتى عام 1959، عندما أصبحت أستاذة مساعدة في طب الأطفال في مستشفى فريدمان. عملت فيما بعد كأستاذة جامعية في نفس المستشفى من عام 1963 إلى عام 1990. كما عملت من عام 1953 إلى 1970 أيضاً طبيبة مساعدة في مستشفى فريدمان.
في الوقت نفسه، كانت فيرجسون ضمن طاقم المستشفى العام في مقاطعة كولومبيا؛ امتدت فترة وجودها هناك من عام 1963 إلى عام 1990. بالإضافة إلى ذلك، كان لديها عيادة لطب الأطفال في العاصمة واشنطن.

## أبحاثها
تطلب منها بحثها المبكر أن تفهم التطور الطبيعي لدى الأطفال الأميركيين من أصول إفريقية، ولكنها تفاجئت بعدم وجود أي بيانات حول هذا الأمر. توصلت، عندما سعت لردم هذه الفجوة المعرفية، لاكتشاف مذهل مفاده أن الأطفال الأمريكيين من أصول أفريقية تعلموا الجلوس والوقوف في وقت أبكر من الأطفال المنحدرين من أصل أوروبي. عزت فيرجسون هذا إلى حقيقة أن آباء الأطفال الأمريكيين من أصل أفريقي لم يوفروا لأطفالهم العربات المخصصة للأطفال أو كراسي مرتفعة في كثير من الأحيان؛ فبالتالي تعلم أطفالهم الجلوس والوقوف في وقت أبكر من نظرائهم المنحدرين من أصول أوروبية.
لاحظت فيرجسون مدى انتشار مرض فقر الدم المنجلي بين الأطفال الرضع الذين عالجتهم. أثناء عملها، تتبعت فيرجسون تطور المرض عند الرضع الأمريكيين من أصل أفريقي. في ذلك الوقت، كان فقر الدم المنجلي مرضًا لا يزال غير معروف لمعظم الناس. من خلال التجربة، توصلت إلى أن شرب الأطفال لكوب من ماء الصودا مرة واحدة في اليوم قبل سن الخامسة، يخفض فرص إصابتهم بأزمة بمرض فقر الدم المنجلي -وهي حالة تعرقل تدفق خلايا الدم الحمراء المتضررة، مما يسبب انسدادًا مؤلمًا للأوعية الدموية. كما طورت فيرجسون اختبارًا للدم للكشف عن المرض عند الولادة، والذي أصبح اختبارًا قياسيًا في أربعين ولاية أمريكية بحلول عام 2010.

## مهنة إدارية
في عام 1965، مُنِحت فيرجسون مسؤولية الإشراف على تصميم وبناء جناح طب الأطفال الجديد في مستشفى فريدمان، وفي النهاية تم تجديد المستشفى بأكمله، وتم الانتهاء منه في عام 1975.
في عام 1970 عادت فيرجسون إلى جامعة هوارد كرئيسة لمكتب الجامعة للشؤون الصحية. في عام 1979 ترقت إلى منصب نائب الرئيس للشؤون الصحية، وهو المنصب الذي شغلته حتى تقاعدها في عام 1990.

## العضويات والتقدير
فيرجسون عضو في الجمعية الطبية الوطنية، وجمعية أبحاث طب الأطفال، وجمعية الطب النووي، وأكاديمية نيويورك للعلوم. حصلت على شهادتي تقدير من الجمعية الطبية الأمريكية.

## حياتها الشخصية
تزوجت فيرجسون من تشارلز م. كابانيس، ولديهما ابنتان.